# Portia hoggi
Portia hoggi är en spindelart som beskrevs av Zabka 1985. Portia hoggi ingår i släktet Portia och familjen hoppspindlar. Inga underarter finns listade i Catalogue of Life.